# Colli Bolognesi Pinot Bianco
 (septembre 2024).
Si vous disposez d'ouvrages ou d'articles de référence ou si vous connaissez des sites web de qualité traitant du thème abordé ici, merci de compléter l'article en donnant les références utiles à sa vérifiabilité et en les liant à la section « Notes et références ».
Le Colli Bolognesi Pinot Bianco est un vin blanc italien de la région Émilie-Romagne doté d'une appellation DOC depuis le 29 mai 1975. Seuls ont droit à la DOC les vins récoltés à l'intérieur de l'aire de production définie par le décret.

## Aire de l'appellation
Les  vignobles autorisés en province de Bologne et en province de Modène dans les communes de Monteveglio, Castello di Serravalle, Monte San Pietro, Sasso Marconi, Savigno, Marzabotto, Pianoro, Bazzano, Crespellano, Casalecchio di Reno, Bologne, San Lazzaro di Savena, Zola Predosa, Monterenzio et en partie dans la commune de Savignano sul Panaro. 

## Caractéristiques organoleptiques
- couleur : jaune paille plus ou moins claire avec des reflets verdâtres
- odeur :  délicat, caractéristique
- saveur :  sèche ou légèrement aimable,  harmonique, agréablement vif

Le Colli Bolognesi Pinot Bianco se déguste à une température de 8 à 10 °C. Le vin est à boire jeune.

## Production
Province, saison, volume en hectolitres :
- Bologna  (1990/91)  2997,0
- Bologna  (1991/92)  3557,78
- Bologna  (1992/93)  4370,67
- Bologna  (1993/94)  3609,05
- Bologna  (1994/95)  2683,86
- Bologna  (1995/96)  1939,24
- Bologna  (1996/97)  2396,44
- Modena  (1990/91)  40,25
- Modena  (1991/92)  19,25
- Modena  (1992/93)  33,04
- Modena  (1993/94)  17,15
- Modena  (1994/95)  12,46
- Modena  (1995/96)  19,25
- Modena  (1996/97)  51,74